# Татаринов, Адриан Иванович
Адриа́н Ива́нович Тата́ринов — российский медик, директор экономической канцелярии медицинской коллегии; надворный советник.

## Биография
Адриан Татаринов родился в городе Москве. Поступил в Московский генеральный госпиталь в 1745 году. В 1745 г. получил звание подлекаря, а 27 марта 1753 года — звание лекаря с правом хирургической практики в Москве. 
Пользовался покровительством Лаврентия Лаврентьевича Блюментроста, воспитанником которого он был. По его ходатайству Татаринов назначен был в 1755 году лекарем при Императорском Московском университете, а в 1763 году, по представлению куратора университета Фёдора Павловича Веселовского, получил звание штаб-лекаря. 
В 1768 году послал в Гёттингенский университет диссертацию «De pleuritide vera, singulari casu illustrata» и получил оттуда диплом доктора медицины. На основании этого диплома Татаринов просил медицинскую коллегию утвердить его в степени доктора, но последняя отказала, настаивая на необходимости специального экзамена. Тогда Татаринов написал президенту коллегии А. А. Ржевскому об этом отказе, а в медицинскую коллегию послал предложение признать его доктором; это ходатайство было удовлетворено 7 декабря 1775 года, утвержден же в степени доктора он был лишь в 1779 году по Высочайшему повелению; тогда же награжден чином надворного советника. 
В 1776 году Татаринов назначен был помощником директора, а в 1779 году директором экономической канцелярии медицинской коллегии.